# Medea-Gruppe

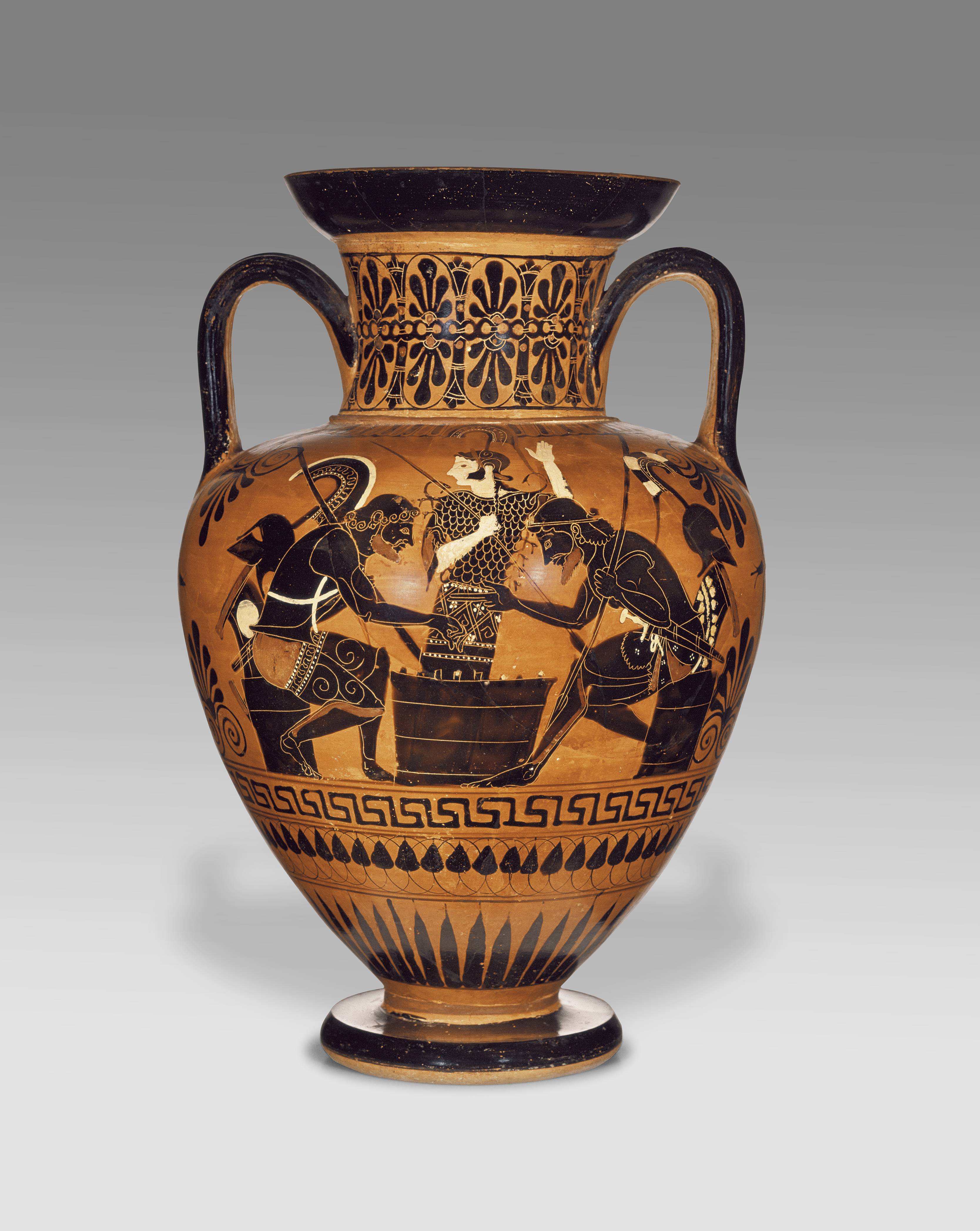
Achilleus und Ajax beim Brettspiel, beobachtet von Athene. Um 510 v. Chr., J. Paul Getty Museum (71.AE.441)

Die Medea-Gruppe ist eine mit einem Notnamen benannte Gruppe attisch-schwarzfiguriger Vasenmaler.
Medea-Gruppe bekam ihren Notnamen aufgrund der Darstellung von Medea auf ihrer Namenvase. Die Bilder, die sie auf ihren Halsamphoren bieten zeigen, eine gewisse Qualität, vor allem die Halsornamente sind nicht selten originell gestaltet. Die Amphoren werden in die Zeit um 530 bis 510 v. Chr. datiert. Zur Gruppe gehört unter anderem der Bareiss-Maler.